# Southaven (Mississippi)
Southaven je město v okresu DeSoto County ve státě Mississippi ve Spojených státech amerických. Jde o třetí největší město ve státě Mississippi.
K roku 2020 zde žilo 54 648 obyvatel. Celková roloha města činí 107,58 km². Jedná se o jedno z nejvíce rostoucích měst na jihovýchodě USA.